# Serie A (Italia) 1999-2000
La Serie A 1999–00 fue la 98.ª edición del campeonato de fútbol de más alto nivel en Italia y la 68.ª bajo el formato de grupo único. La Lazio ganó su segundo scudetto.

Distribución de los equipos de la Serie A 1999/00 en Italia.

## Equipos participantes
| Club                                   | Ciudad            | Estadio                       |
| -------------------------------------- | ----------------- | ----------------------------- |
| Associazione Sportiva Bari             | Bari              | Estadio San Nicola            |
| Bologna Football Club 1909             | Bolonia           | Estadio Renato Dall'Ara       |
| Cagliari Calcio                        | Cagliari          | Estadio Sant'Elia             |
| Associazione Calcio Firenze Fiorentina | Florencia         | Estadio Artemio Franchi       |
| Inter de Milán                         | Milán             | Estadio Giuseppe Meazza       |
| Juventus de Turín                      | Turín             | Estadio delle Alpi            |
| Società Sportiva Lazio                 | Roma              | Estadio Olímpico de Roma      |
| Unione Sportiva Lecce                  | Lecce             | Stadio Via del Mare           |
| Associazione Calcio Milan              | Milán             | Estadio Giuseppe Meazza       |
| Parma Football Club                    | Parma             | Estadio Ennio Tardini         |
| Perugia Calcio                         | Perugia           | Estadio Renato Curi           |
| Piacenza Calcio                        | Piacenza          | Estadio Leonardo Garilli      |
| Reggina Calcio                         | Regio de Calabria | Estadio Oreste Granillo       |
| Associazione Sportiva Roma             | Roma              | Estadio Olímpico de Roma      |
| Torino Football Club                   | Turín             | Estadio delle Alpi            |
| Udinese Calcio                         | Údine             | Estadio Friuli                |
| Foot Ball Club Unione Venezia          | Venecia           | Estadio Pierluigi Penzo       |
| Hellas Verona Football Club            | Verona            | Estadio Marcantonio Bentegodi |

## Eventos

### Fichajes
El máximo goleador de la Lazio, el delantero Christian Vieri, después de una temporada de blanco y azul, fue comprado por el Inter de Milán por una suma de 90 mil millones de liras. Parma compró a Marco Di Vaio y Márcio Amoroso, la Fiorentina compró a Enrico Chiesa, AC Milan trajo al ucraniano Shevchenko, mientras que Juventus compra a Gianluca Zambrotta y el portero van der Sar. Lazio tuvo a Verón y Simeone, mientras que la Roma juntó al delantero Totti con Montella. Por los entrenadores, el entrenador Marcello Lippi se convirtió en el nuevo entrenador del Inter, mientras que Fabio Capello se fue a Roma.
Noticias importantes para el árbitro: indicadores en realidad se convirtió en dos y se eligieron para este papel Paolo Bergamo y Pierluigi Pairetto.

### El campeonato

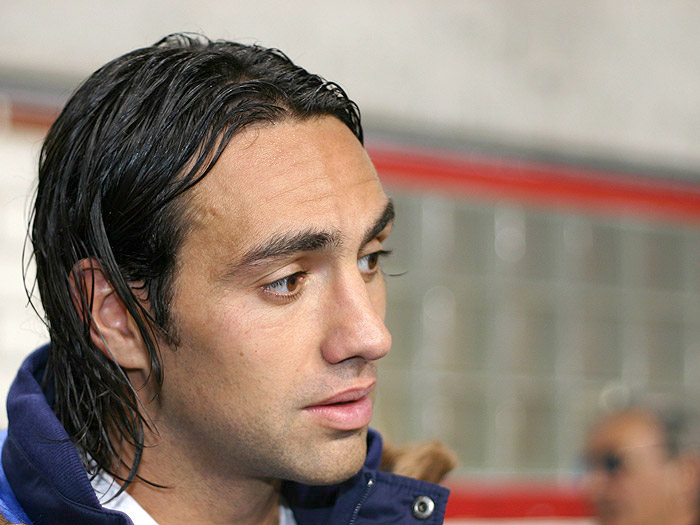
Alessandro Nesta, capitán y símbolo de la Lazio quien se coronó campeón de Italia y ganó la Copa de Italia en 2000, logrando un doblete.

En el año del Jubileo de la Iglesia Católica, el título de Liga regresó a la capital: lo conquistó la Società Sportiva Lazio, esta vez llena de estrellas como el capitán Alessandro Nesta, el checo Pavel Nedvěd, el argentino Juan Sebastián Verón, Roberto Mancini y el chileno Marcelo Salas. Sin embargo, no se libraron de la polémica: en el penúltimo partido fue anulado un gol contra la Juventus y Juventus en el último día, Ancelotti se vio obligado a jugar el último partido decisivo en el campo impracticable de Perugia, donde termina por perder un título que parecía ganado hasta pocos domingos antes. La biancocelesti, segundo equipo nueve puntos detrás de la Juventus, con ocho partidos restantes (siete victorias y un empate) consiguió una remontada similar a la padecida por el AC Milan el año anterior, aprovechando la caída de la Juventus. La temporada comenzó el 29 de agosto de 1999. El nuevo Inter de Milán de Marcello Lippi, gracias a los 90 millones de liras de Christian Vieri, fue el equipo con las expectativas más altas. Los nerazzurri se pusieron líderes en la quinta jornada, pero pronto fueron superados por Lazio y Juventus que dieron lugar a un duelo. Los dos equipos estaban emparejados cuando el 28 de noviembre se enfrentaron en un partido que acabó en empate a cero. Los negros y blancos de Carlo Ancelotti y Sven-Göran Eriksson fueron de la mano varios domingos seguidos inicialmente con la AS Roma renovada por Fabio Capello, pero la posterior caída de los giallorossi permitió a los dos equipos alejarse del resto del grupo. Al final de temporada fue la Lazio, pero el campeón de invierno fue la Juventus con un punto de ventaja sobre su rival la Lazio. Los de Turín lograron mantenerse líderes durante varias jornadas, pero se vieron obligados a hacer frente a la embestida de AC Milan que venció a la Lazio 2-1 en el estadio de San Siro el 20 de febrero. Se lanzó en la lucha hasta que los romanos alcanzaron el segundo lugar a cuatro puntos de la Juve. Los rossoneri se mantuvieron poco tiempo; tras perder el derby el 5 de marzo contra el Inter de Milán, dejó la posibilidad de un título de liga. La lucha se convirtió definitiva, pero el 19 de marzo, gracias a la derrota de Lazio en Verona, los puntos por delante de la Juve se convierten en 9. La Liga parecía acabada, pero tras vencer el Milan a la Juventus con dos goles de Andriy Shevchenko y la Lazio, ganar el derby a la Roma, se quedarían solo a seis puntos por debajo. El 1 de abril, hubo un choque en la Cumbre de Turín, en el que Lazio ganó con gol del argentino Diego Simeone. La Lazio, entonces llegó a creer en el scudetto. Sin embargo, tres días después, un empate en Florencia permitió a la Juventus marcharse a 5 puntos. Juventus acusó la fatiga debido a la decisión de participar en la Copa Intertoto: la Juventus también perdió en Verona y la Lazio se quedó a dos puntos. Así llegó a la penúltima jornada cuando la Juve iba por delante contra el Parma Football Club y en el último minuto, el árbitro Massimo De Santis interrumpió un cornér del Parma por penalti del defensor Fabio Cannavaro. La final del campeonato fue animada: el último día la Lazio ganó fácilmente su partido en casa contra la Reggina, pero el resultado más inesperado fue el del estadio Renato Curi, al igual que veinticuatro años antes, con la derrota de Juventus a manos de Perugia por Carlo Mazzone, un partido que pasó a la historia: el árbitro Pierluigi Collina, decidió suspender el juego en 0-0 por el estado del campo por la lluvia para el juego. El campo, que llegó a ser "pesado", había sido escurrido toda el agua que caía en el campo. La Juventus quería reanudar el partido. De hecho, la segunda mitad comenzó en 17:11, con más de una hora de retraso debido a las fuertes lluvias que inundaron el campo. Lazio ganó así el 14 de mayo, su segundo título de Liga. El Piacenza Calcio, Cagliari Calcio, Foot Ball Club Unione Venezia y el Torino Football Club descendieron.

## Clasificación
| Pos. | Equipo         | Pts. | PJ | G  | E  | P  | GF | GC | Dif. | Clasificación o descenso                     |
| ---- | -------------- | ---- | -- | -- | -- | -- | -- | -- | ---- | -------------------------------------------- |
| 1    | Lazio (C)      | 72   | 34 | 21 | 9  | 4  | 64 | 33 | +31  | Fase de grupos de la Liga de Campeones       |
| 2    | Juventus       | 71   | 34 | 21 | 8  | 5  | 46 | 20 | +26  | Fase de grupos de la Liga de Campeones       |
| 3    | Milan          | 61   | 34 | 16 | 13 | 5  | 65 | 40 | +25  | Tercera ronda previa de la Liga de Campeones |
| 4    | Inter de Milán | 58   | 34 | 17 | 7  | 10 | 58 | 36 | +22  | Tercera ronda previa de la Liga de Campeones |
| 5    | Parma          | 58   | 34 | 16 | 10 | 8  | 52 | 37 | +15  | Primera ronda de la Copa de la UEFA          |
| 6    | Roma           | 54   | 34 | 14 | 12 | 8  | 57 | 34 | +23  | Primera ronda de la Copa de la UEFA          |
| 7    | Fiorentina     | 51   | 34 | 13 | 12 | 9  | 48 | 38 | +10  | Primera ronda de la Copa de la UEFA          |
| 8    | Udinese        | 50   | 34 | 13 | 11 | 10 | 45 | 0  | +45  | Tercera ronda de la Copa Intertoto           |
| 9    | Hellas Verona  | 43   | 34 | 10 | 13 | 11 | 40 | 45 | −5   |                                              |
| 10   | Perugia        | 42   | 34 | 12 | 6  | 16 | 36 | 52 | −16  | Segunda ronda de la Copa Intertoto           |
| 11   | Bologna        | 40   | 34 | 9  | 13 | 12 | 32 | 39 | −7   |                                              |
| 12   | Reggina        | 40   | 34 | 9  | 13 | 12 | 31 | 42 | −11  |                                              |
| 13   | Lecce          | 40   | 34 | 10 | 10 | 14 | 33 | 49 | −16  |                                              |
| 14   | Bari           | 39   | 34 | 10 | 9  | 15 | 34 | 48 | −14  |                                              |
| 15   | Torino (D)     | 36   | 34 | 8  | 12 | 14 | 35 | 47 | −12  | Descenso de categoría                        |
| 16   | Venezia (D)    | 26   | 34 | 6  | 8  | 20 | 30 | 60 | −30  | Descenso de categoría                        |
| 17   | Cagliari (D)   | 22   | 34 | 3  | 13 | 18 | 29 | 54 | −25  | Descenso de categoría                        |
| 18   | Piacenza (D)   | 21   | 34 | 4  | 9  | 21 | 19 | 45 | −26  | Descenso de categoría                        |

 Fuente: BDFútbol
Notas:
1. ↑  Inter de Milán se clasificó para la tercera ronda previa de la Liga de Campeones 2000-01 al vencer al Parma en un partido de desempate por el cupo que terminó 3 a 1.
2. ↑  Fiorentina se clasificó para la primera ronda de la Copa de la UEFA 2000-01, ya que los finalistas de la Coppa Italia 1999-2000 (Lazio e Inter de Milán) se clasificaron para la fase de grupos de la Liga de Campeones 2000-01, por lo que el cupo que otorgaba dicho torneo pasó al 7° clasificado.

|            |
| Campeón    |
| S.S. Lazio |
| 2º título  |

## Resultados
| Local \ Visitante | BAR | BOL | CAG | FIO | HEL | INT | JUV | LAZ | LEC | MIL | PAR | PER | PIA | REG | ROM | TOR | UDI | VEN |
| ----------------- | --- | --- | --- | --- | --- | --- | --- | --- | --- | --- | --- | --- | --- | --- | --- | --- | --- | --- |
| Bari              | —   | 1–1 | 1–0 | 1–0 | 1–1 | 2–1 | 1–1 | 0–0 | 3–1 | 1–1 | 0–1 | 0–2 | 3–2 | 1–1 | 0–0 | 1–1 | 1–1 | 3–0 |
| Bologna           | 1–0 | —   | 1–0 | 0–0 | 0–0 | 3–0 | 0–2 | 2–3 | 2–0 | 2–3 | 1–0 | 2–1 | 0–0 | 0–1 | 1–0 | 0–0 | 2–1 | 1–1 |
| Cagliari          | 2–3 | 2–2 | —   | 1–1 | 0–1 | 0–2 | 0–1 | 0–0 | 0–0 | 0–0 | 2–3 | 2–1 | 3–0 | 0–1 | 1–0 | 1–1 | 0–3 | 1–1 |
| Fiorentina        | 1–0 | 2–2 | 2–0 | —   | 4–1 | 2–1 | 1–1 | 3–3 | 3–0 | 2–1 | 0–2 | 1–0 | 2–1 | 1–0 | 1–3 | 1–1 | 1–1 | 3–0 |
| Hellas Verona     | 0–1 | 0–0 | 2–0 | 2–2 | —   | 1–2 | 2–0 | 1–0 | 2–0 | 0–0 | 4–3 | 2–0 | 1–0 | 1–1 | 2–2 | 0–1 | 2–2 | 1–0 |
| Internazionale    | 3–0 | 1–1 | 2–1 | 0–4 | 3–0 | —   | 1–2 | 1–1 | 6–0 | 1–2 | 5–1 | 5–0 | 2–1 | 1–1 | 2–1 | 1–1 | 3–0 | 3–0 |
| Juventus          | 2–0 | 2–0 | 1–1 | 1–0 | 1–0 | 1–0 | —   | 0–1 | 1–0 | 3–1 | 1–0 | 3–0 | 1–0 | 1–1 | 2–1 | 3–2 | 4–1 | 1–0 |
| Lazio             | 3–1 | 3–1 | 2–1 | 2–0 | 4–0 | 2–2 | 4–2 | —   | 0–0 | 4–4 | 0–0 | 1–0 | 2–0 | 3–0 | 2–1 | 3–0 | 2–1 | 3–2 |
| Lecce             | 1–0 | 1–1 | 2–1 | 0–0 | 2–1 | 1–0 | 0–1 | 2–0 | —   | 2–2 | 0–0 | 0–1 | 0–1 | 2–1 | 0–0 | 2–1 | 1–0 | 2–1 |
| Milan             | 4–1 | 4–0 | 2–2 | 1–1 | 3–3 | 1–2 | 2–0 | 2–1 | 1–2 | —   | 2–1 | 3–1 | 1–0 | 2–2 | 2–2 | 2–0 | 4–0 | 3–0 |
| Parma             | 2–1 | 1–1 | 3–1 | 0–4 | 3–0 | 1–1 | 1–1 | 1–2 | 4–1 | 1–0 | —   | 1–2 | 1–0 | 3–0 | 2–0 | 4–1 | 0–0 | 3–1 |
| Perugia           | 1–2 | 3–2 | 3–0 | 1–2 | 0–0 | 1–2 | 1–0 | 0–2 | 2–2 | 0–3 | 1–1 | —   | 2–0 | 2–1 | 2–2 | 1–0 | 0–5 | 2–1 |
| Piacenza          | 2–1 | 0–0 | 1–1 | 2–0 | 1–0 | 1–3 | 0–2 | 0–2 | 1–1 | 0–1 | 1–2 | 0–0 | —   | 0–0 | 1–1 | 0–2 | 0–1 | 2–2 |
| Reggina           | 1–0 | 1–0 | 1–1 | 2–2 | 1–1 | 0–1 | 0–2 | 0–0 | 2–1 | 1–2 | 2–2 | 1–1 | 1–0 | —   | 0–4 | 2–1 | 0–0 | 1–0 |
| Roma              | 3–1 | 2–0 | 2–2 | 4–0 | 3–1 | 0–0 | 0–1 | 4–1 | 3–2 | 1–1 | 0–0 | 3–1 | 2–1 | 0–2 | —   | 1–0 | 1–1 | 5–0 |
| Torino            | 3–1 | 2–1 | 1–1 | 1–0 | 0–3 | 0–1 | 0–0 | 2–4 | 1–2 | 2–2 | 2–2 | 0–1 | 2–1 | 2–1 | 1–1 | —   | 0–1 | 2–1 |
| Udinese           | 5–1 | 2–1 | 5–2 | 1–1 | 3–3 | 3–0 | 1–1 | 0–3 | 2–1 | 1–2 | 0–1 | 2–1 | 3–0 | 3–2 | 0–2 | 0–0 | —   | 5–2 |
| Venezia           | 0–1 | 0–1 | 3–0 | 2–1 | 2–2 | 1–0 | 0–4 | 2–0 | 0–0 | 1–0 | 0–2 | 1–2 | 0–0 | 2–0 | 1–3 | 2–2 | 1–1 | —   |

| 1ª jornada   |                  |              |
| 29 ago. 1999 |                  | 23 ene. 2000 |
| 0-0          | Bologna-Torino   | 1-2          |
| 1-0          | Fiorentina-Bari  | 0-1          |
| 3-0          | Inter-Verona     | 2-1          |
| 1-1          | Juventus-Reggina | 2-0          |
| 2-1          | Lazio-Cagliari   | 0-0          |
| 2-2          | Lecce-Milan      | 2-2          |
| 1-1          | Perugia-Parma    | 2-1          |
| 1-1          | Piacenza-Roma    | 1-2          |
| 1-1          | Venezia-Udinese  | 2-5          |

| 4ª jornada    |                    |               |
| 26 sep., 1999 |                    | 13 feb., 2000 |
| 1-1           | Cagliari-Venezia   | 0-3           |
| 2-0           | Lecce-Juventus     | 0-1           |
| 4-0           | Milan-Bologna      | 3-2           |
| 1-2           | Parma-Lazio        | 0-0           |
| 1-0           | Reggina-Piacenza   | 0-0           |
| 3-1           | Roma-Perugia       | 2-2           |
| 0-1           | Torino-Inter       | 1-1           |
| 1-1           | Udinese-Fiorentina | 1-1           |
| 0-1           | Verona-Bari        | 1-1           |

| 7ª jornada    |                     |              |
| 24 oct., 1999 |                     | 5 mar., 2000 |
| 1-1           | Bari-Juventus       | 0-2          |
| 0-0           | Bologna-Verona      | 0-0          |
| 0-3           | Cagliari-Udinese    | 2-5          |
| 1-2           | Inter-Milan         | 2-1          |
| 4-2           | Lazio-Lecce         | 1-0          |
| 2-1           | Perugia-Venezia     | 2-1          |
| 2-0           | Piacenza-Fiorentina | 1-2          |
| 2-2           | Reggina-Parma       | 0-3          |
| 1-1           | Torino-Roma         | 0-1          |

| 10ª jornada   |                    |               |
| 21 nov., 1999 |                    | 26 mar., 2000 |
| 1-1           | Bari-Reggina       | 0-1           |
| 1-0           | Fiorentina-Perugia | 2-1           |
| 6-0           | Inter-Lecce        | 0-1           |
| 3-1           | Juventus-Milan     | 0-2           |
| 3-1           | Parma-Cagliari     | 3-2           |
| 4-1           | Roma-Lazio         | 1-2           |
| 2-1           | Udinese-Bologna    | 1-2           |
| 0-0           | Venezia-Piacenza   | 2-2           |
| 0-1           | Verona-Torino      | 3-0           |

| 13ª jornada   |                  |               |
| 12 dic., 1999 |                  | 16 abr., 2000 |
| 1-0           | Bologna-Roma     | 0-2           |
| 1-0           | Juventus-Inter   | 2-1           |
| 2-0           | Lazio-Fiorentina | 3-3           |
| 1-0           | Lecce-Bari       | 1-3           |
| 2-0           | Milan-Torino     | 2-2           |
| 0-0           | Piacenza-Perugia | 0-2           |
| 1-1           | Reggina-Cagliari | 1-0           |
| 3-3           | Udinese-Verona   | 2-2           |
| 0-2           | Venezia-Parma    | 1-3           |

| 16ª jornada  |                   |              |
| 9 ene., 2000 |                   | 7 may., 2000 |
| 3-0          | Bari-Venezia      | 1-0          |
| 3-0          | Cagliari-Piacenza | 1-1          |
| 2-1          | Fiorentina-Inter  | 4-0          |
| 3-1          | Lazio-Bologna     | 3-2          |
| 2-2          | Milan-Roma        | 1-1          |
| 1-1          | Parma-Juventus    | 0-1          |
| 0-5          | Perugia-Udinese   | 1-2          |
| 1-2          | Torino-Lecce      | 1-2          |
| 1-1          | Verona-Reggina    | 1-1          |

| 2ª jornada    |                    |               |
| 12 sep., 1999 |                    | 30 ene., 2000 |
| 0-0           | Bari-Lazio         | 1-3           |
| 0-1           | Cagliari-Juventus  | 1-1           |
| 3-1           | Milan-Perugia      | 3-0           |
| 1-1           | Parma-Bologna      | 0-1           |
| 2-2           | Reggina-Fiorentina | 0-1           |
| 0-0           | Roma-Inter         | 1-2           |
| 2-1           | Torino-Venezia     | 2-2           |
| 3-0           | Udinese-Piacenza   | 1-0           |
| 2-0           | Verona-Lecce       | 1-2           |

| 5ª jornada  |                  |               |
| 3 oct. 1999 |                  | 20 feb., 2000 |
| 1-1         | Bari-Udinese     | 1-5           |
| 2-0         | Bologna-Lecce    | 1-1           |
| 1-1         | Cagliari-Torino  | 1-1           |
| 1-3         | Fiorentina-Roma  | 0-4           |
| 2-1         | Inter-Piacenza   | 3-1           |
| 1-0         | Juventus-Venezia | 4-0           |
| 4-4         | Lazio-Milan      | 1-2           |
| 3-0         | Parma-Verona     | 3-4           |
| 2-1         | Perugia-Reggina  | 1-1           |

| 8ª jornada    |                   |               |
| 31 oct., 1999 |                   | 12 mar., 2000 |
| 1-1           | Fiorentina-Torino | 0-1           |
| 1-1           | Inter-Lazio       | 2-2           |
| 1-0           | Juventus-Piacenza | 2-0           |
| 0-1           | Lecce-Perugia     | 2-2           |
| 2-1           | Parma-Bari        | 1-0           |
| 2-2           | Roma-Cagliari     | 0-1           |
| 3-2           | Udinese-Reggina   | 0-0           |
| 0-1           | Venezia-Bologna   | 1-1           |
| 0-0           | Verona-Milan      | 3-3           |

| 11ª jornada   |                    |              |
| 28 nov., 1999 |                    | 2 abr., 2000 |
| 0-0           | Bologna-Fiorentina | 2-2          |
| 2-3           | Cagliari-Bari      | 0-1          |
| 0-0           | Lazio-Juventus     | 1-0          |
| 2-1           | Lecce-Venezia      | 0-0          |
| 2-1           | Milan-Parma        | 0-1          |
| 1-0           | Piacenza-Verona    | 0-1          |
| 0-1           | Reggina-Inter      | 1-1          |
| 0-1           | Torino-Perugia     | 0-1          |
| 0-2           | Udinese-Roma       | 1-1          |

| 14ª jornada   |                     |               |
| 19 dic., 1999 |                     | 22 abr., 2000 |
| 2-1           | Bari-Inter          | 0-3           |
| 0-0           | Cagliari-Lecce      | 1-2           |
| 1-1           | Fiorentina-Juventus | 0-1           |
| 2-0           | Lazio-Piacenza      | 2-0           |
| 2-2           | Milan-Reggina       | 2-1           |
| 2-0           | Parma-Roma          | 0-0           |
| 3-2           | Perugia-Bologna     | 1-2           |
| 0-1           | Torino-Udinese      | 0-0           |
| 1-0           | Verona-Venezia      | 2-2           |

| 17ª jornada   |                    |               |
| 16 ene., 2000 |                    | 14 may., 2000 |
| 1-0           | Bologna-Bari       | 1-1           |
| 2-1           | Inter-Cagliari     | 2-0           |
| 3-0           | Juventus-Perugia   | 0-1           |
| 0-0           | Lecce-Parma        | 1-4           |
| 0-2           | Piacenza-Torino    | 1-2           |
| 0-0           | Reggina-Lazio      | 0-3           |
| 3-1           | Roma-Verona        | 2-2           |
| 1-2           | Udinese-Milan      | 0-4           |
| 2-1           | Venezia-Fiorentina | 0-3           |

| 3ª jornada    |                   |              |
| 19 sep., 1999 |                   | 6 feb., 2000 |
| 1-1           | Bari-Milan        | 1-4          |
| 0-1           | Bologna-Reggina   | 0-1          |
| 4-1           | Fiorentina-Verona | 2-2          |
| 5-1           | Inter-Parma       | 1-1          |
| 4-1           | Juventus-Udinese  | 1-1          |
| 3-0           | Lazio-Torino      | 4-2          |
| 3-0           | Perugia-Cagliari  | 1-2          |
| 1-1           | Piacenza-Lecce    | 1-0          |
| 1-3           | Venezia-Roma      | 0-5          |

| 6ª jornada    |                  |               |
| 17 oct., 1999 |                  | 27 feb., 2000 |
| 0-2           | Fiorentina-Parma | 4-0           |
| 2-1           | Lecce-Reggina    | 1-2           |
| 2-2           | Milan-Cagliari   | 0-0           |
| 0-0           | Piacenza-Bologna | 0-0           |
| 0-1           | Roma-Juventus    | 1-2           |
| 3-1           | Torino-Bari      | 1-1           |
| 0-3           | Udinese-Lazio    | 1-2           |
| 1-0           | Venezia-Inter    | 0-3           |
| 2-0           | Verona-Perugia   | 0-0           |

| 9ª jornada   |                     |               |
| 7 nov., 1999 |                     | 19 mar., 2000 |
| 3-0          | Bologna-Inter       | 1-1           |
| 1-1          | Cagliari-Fiorentina | 0-2           |
| 4-0          | Lazio-Verona        | 0-1           |
| 1-0          | Lecce-Udinese       | 1-2           |
| 3-0          | Milan-Venezia       | 0-1           |
| 1-2          | Perugia-Bari        | 2-0           |
| 1-2          | Piacenza-Parma      | 0-1           |
| 0-4          | Reggina-Roma        | 2-0           |
| 0-0          | Torino-Juventus     | 2-3           |

| 12ª jornada  |                  |              |
| 5 dic., 1999 |                  | 9 abr., 2000 |
| 3-2          | Bari-Piacenza    | 1-2          |
| 2-1          | Fiorentina-Milan | 1-1          |
| 3-0          | Inter-Udinese    | 0-3          |
| 2-0          | Juventus-Bologna | 2-0          |
| 4-1          | Parma-Torino     | 2-2          |
| 0-2          | Perugia-Lazio    | 0-1          |
| 3-2          | Roma-Lecce       | 0-0          |
| 2-0          | Venezia-Reggina  | 0-1          |
| 2-0          | Verona-Cagliari  | 1-0          |

| 15ª jornada  |                  |               |
| 6 ene., 2000 |                  | 30 abr., 2000 |
| 1-0          | Bologna-Cagliari | 2-2           |
| 5-0          | Inter-Perugia    | 2-1           |
| 1-0          | Juventus-Verona  | 0-2           |
| 0-0          | Lecce-Fiorentina | 0-3           |
| 0-1          | Piacenza-Milan   | 0-1           |
| 2-1          | Reggina-Torino   | 1-2           |
| 3-1          | Roma-Bari        | 0-0           |
| 0-1          | Udinese-Parma    | 0-0           |
| 2-0          | Venezia-Lazio    | 2-3           |

## Tabla de goleadores
|  | Goles | Penal | Jugador             | Equipo               |
|  | ----- | ----- | ------------------- | -------------------- |
|  | 24    | 8     | Andriy Shevchenko   | A. C. Milan          |
|  | 23    | -     | Gabriel Batistuta   | A. C. F. Fiorentina  |
|  | 22    | 5     | Hernán Crespo       | Parma F. C.          |
|  | 18    | 4     | Vincenzo Montella   | A. S. Roma           |
|  |       | 8     | Marco Ferrante      | Torino F. C.         |
|  | 15    | 1     | Filippo Inzaghi     | Juventus F. C.       |
|  |       | 1     | Giuseppe Signori    | Bologna F. C.        |
|  |       | 3     | Cristiano Lucarelli | U. S. Lecce          |
|  | 13    | -     | Christian Vieri     | F. C. Internazionale |
|  | 12    | -     | Marcelo Salas       | S. S. Lazio          |
|  |       | -     | Roberto Muzzi       | Udinese Calcio       |
|  |       |       |                     |                      |

### Récords
- Mayor número de victorias : Juventus (21).
- Menor número de derrotas : Lazio (4).
- Mejor ataque : Milan (65 goles marcados).
- Mejor defensa : Juventus (20 goles recibidos).
- Mejor diferencia de goles : Lazio (+31).
- Mayor número de empates : Milan, Hellas Verona, Cagliari, Bologna, Reggina (13).
- Menor número de empates : Perugia (6).
- Mayor número de derrotas : Piacenza (21).
- Peor ataque : Piacenza (19 goles convertidos).
- Peor defensa : Venezia (60 goles recibidos).
- Peor diferencia goles : Venezia (-30).
- Partido con más goles : Lazio 4–4 Milan (8 goles) - Jornada 5.
- Mayor goleada : Internazionale 6–0 Lecce - Jornada 10.

## Líder en solitario
- 5ª jornada: Inter
- De la 6ª a la 9ª jornada: Lazio
- 14ª jornada: Lazio
- 15ª jornada: Juventus
- 16ª jornada: Lazio
- De la 17ª a la 19ª jornada: Juventus
- 20ª jornada: Lazio
- De la 21ª a la 33ª jornada: Juventus
- 34ª jornada: Lazio

## Media de espectadores
La media de espectadores de la Seria A 1999-00 es de: 29.908
| Club                                   | Pos. | Media  |
| -------------------------------------- | ---- | ------ |
| Inter de Milán                         | 1    | 66.546 |
| Associazione Sportiva Roma             | 2    | 58.915 |
| Associazione Calcio Milan              | 3    | 58.522 |
| Società Sportiva Lazio                 | 4    | 51.956 |
| Juventus de Turín                      | 5    | 42.229 |
| Associazione Calcio Firenze Fiorentina | 6    | 35.683 |
| Bologna Football Club 1909             | 7    | 28.492 |
| Reggina Calcio                         | 8    | 24.158 |
| Torino Football Club                   | 9    | 21.857 |
| Parma Football Club                    | 10   | 20.938 |
| Associazione Sportiva Bari             | 11   | 20.802 |
| Udinese Calcio                         | 12   | 20.391 |
| Unione Sportiva Lecce                  | 13   | 19.278 |
| Hellas Verona Football Club            | 14   | 18.141 |
| Cagliari Calcio                        | 15   | 16.934 |
| Perugia Calcio                         | 16   | 13.194 |
| Piacenza Calcio                        | 17   | 10.763 |
| Foot Ball Club Unione Venezia          | 18   | 9.545  |